# Eucereon nubilosum
Eucereon nubilosum är en fjärilsart som beskrevs av Rothschild 1912. Eucereon nubilosum ingår i släktet Eucereon och familjen björnspinnare. Inga underarter finns listade i Catalogue of Life.